# Condizione della donna a Taiwan

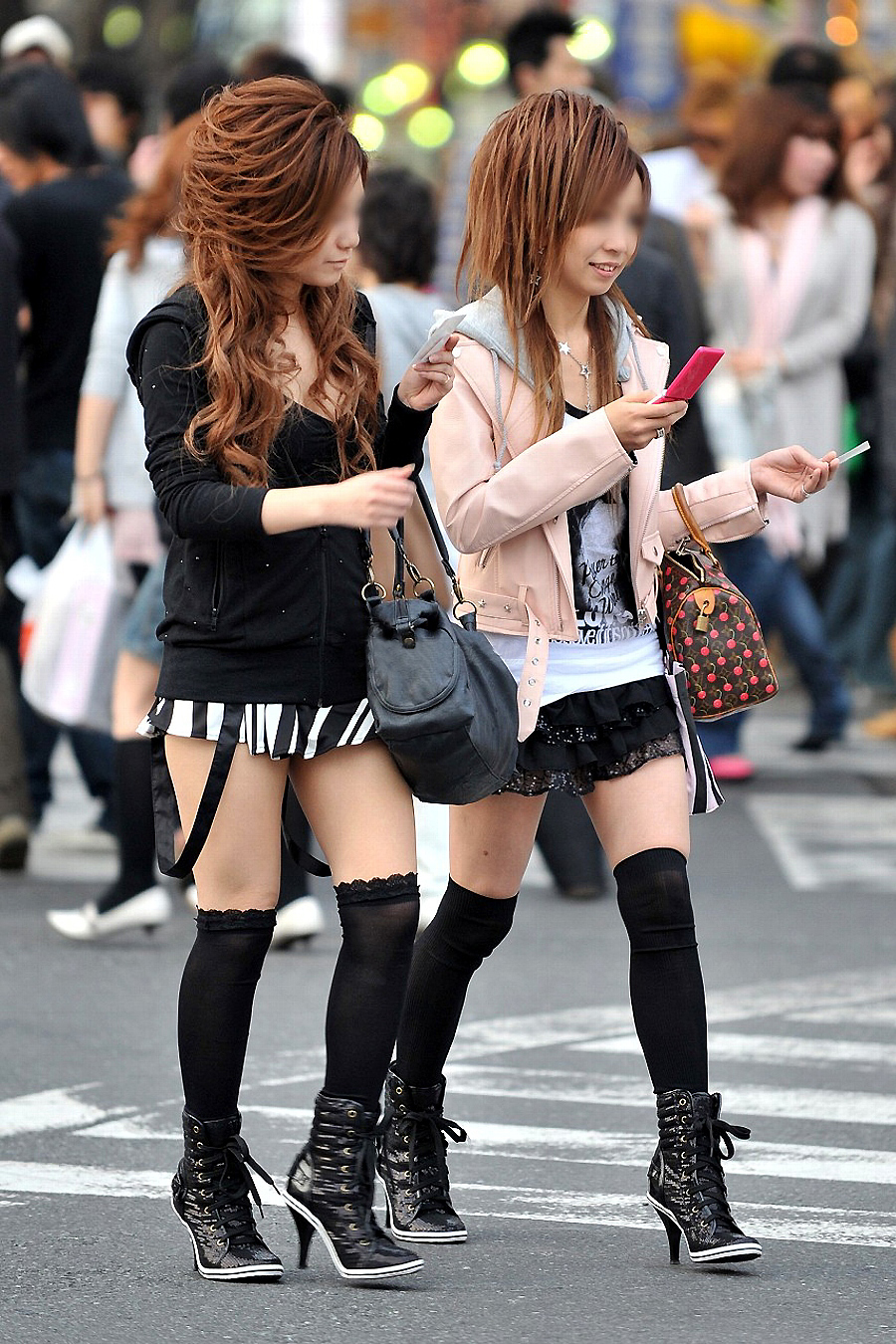
Giovani donne di Taiwan.

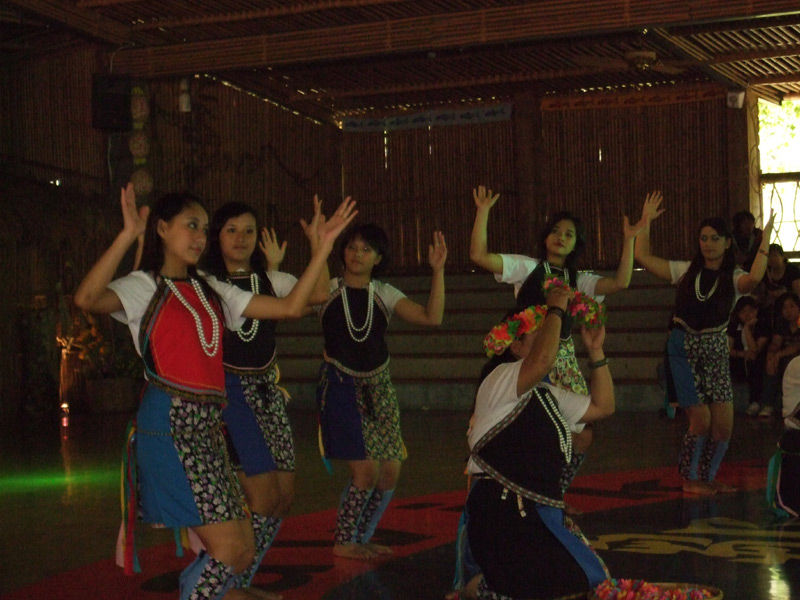
Ragazze taiwanesi impegnate in un ballo tradizionale.

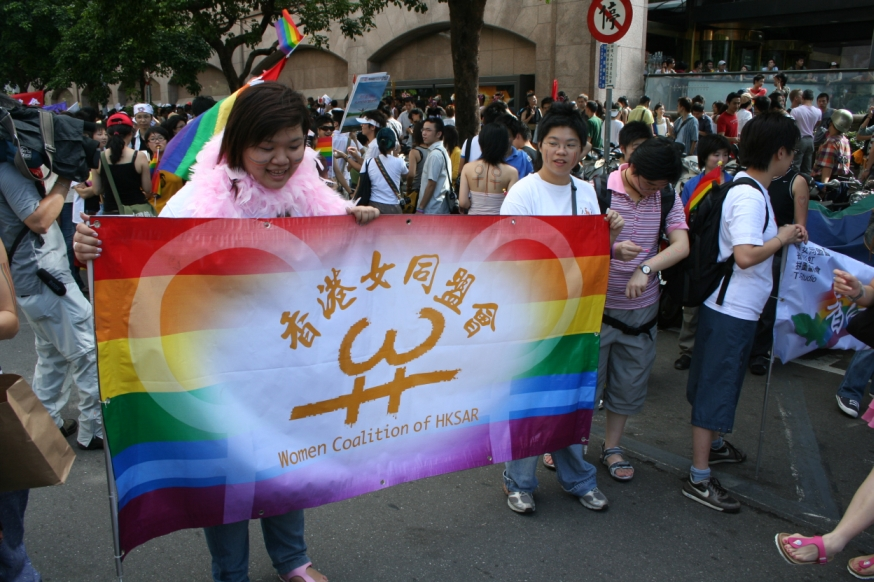
Coalizione delle donne lesbiche (HKSAR) partecipano al gay pride di Taiwan nel 2005

Lo status, il ruolo e i diritti delle donne a Taiwan si basano fondamentalmente sulle tradizioni e i punti di vista della struttura sociale patriarcale del paese.

## Status giuridico
Nonostante l'acquisita prosperità economica del paese e le amplissime riforme democratiche venute in essere nel tempo, le donne di Taiwan si trovano ancora costrette a lottare contro la discriminazione di genere in diverse leggi ed apparati statali, non avendo ancora acquisito pari diritti con gli uomini, sia nei luoghi di lavoro che nello status culturale.
Il codice civile datato 1930 fornisce diritti limitati alle donne taiwanesi, ma mancando il diritto di decidere la propria residenza, sul diritto di proprietà e di presentare istanza di divorzio, infine la mancanza del diritto alla custodia dei figli.
Nel sistema giuridico attuale le leggi fondamentali in materia di diritti delle donne si trovano nella carta costituzionale, nel diritto di famiglia e nel codice civile, con gli standard di vita nei luoghi di lavoro nel settore industriale e come dipendenti; più altre normative correlate per tutelare la parità di genere nella "Repubblica di Cina".
Vi è ancora tuttavia una continuazione dell'influenza ideologica di stampo patriarcale per quanto riguarda le questioni più eminentemente familiari: il maschio ha ancora una superiorità nelle decisioni relative alla residenza della moglie, all'esclusivo uso per i figli del cognome del padre e nei riguardi della gestione degli immobili.
Questo nonostante la modifica del diritto di famiglia avvenuta nel 1985 e del codice civile nel 1996.
Vi sono anche altre leggi che limitano i diritti delle donne riguardanti ad esempio il divorzio, che non può essere concesso senza il consenso anche del marito: ma in tal caso la legge vale anche all'inverso, in quanto anche il marito non può divorziare senza il consenso preventivo della moglie.